# 마왕성에서 잘 자요
《마왕성에서 잘 자요》(일본어: 魔王城でおやすみ)는 쿠마노마타 카기지(일본어: 熊之股 鍵次)가 그린 판타지, 코미디 만화다. 《주간 소년 선데이》(쇼가쿠칸)에서 2016년 24호부터 연재 중이다.

## 줄거리
사람과 마족이 존재하던 시대. 마왕은 인간의 공주를 납치해 세상을 지배하려 하려고 한다. 사람들은 분노하며 슬퍼했고 용사는 반드시 공주를 구하겠다며 여행을 떠났다. 하지만 마왕 성에서 공주는 오직 숙면만을 추구하며 자는 것 말고 할 게 없어 언제나 최고의 숙면 방법을 찾기 위해 마왕 성을 휘젓고 다닌다.

## 단행본
- 魔王城でおやすみ 1권 ISBN 9784091273420(2016/9/16)[출 1]
- 魔王城でおやすみ 2권 ISBN 9784091274885(2017/1/18)[출 2]
- 魔王城でおやすみ 3권 ISBN 9784091275608(2017/4/18)[출 3]
- 魔王城でおやすみ 4권 ISBN 9784091276698(2016/7/18)[출 4]
- 魔王城でおやすみ 5권 ISBN 9784091278609(2017/10/18)[출 5]
- 魔王城でおやすみ 6권 ISBN 9784091280732(2018/1/18)[출 6]
- 魔王城でおやすみ 7권 ISBN 9784091282279(2018/4/12)[출 7]
- 마왕성에서 잘 자요 1권 ISBN 9791133469024(2018/1/31)
- 마왕성에서 잘 자요 2권 ISBN 9791133469031(2018/1/31)
- 마왕성에서 잘 자요 3권 ISBN 9791133471577(2018/2/28)
- 마왕성에서 잘 자요 4권 ISBN 9791133476206(2018/4/18)

## 회차별 제목
1권
- 제1야 잠들지 못하는 공주
- 제2야 시트는 빛나는 바다처럼
- 제3야 죽음이라는 달콤한 잠
- 제4야 바람의 방패에서 잘 수 밖에
- 제5야 거기 탑이 있으니까
- 제6야 달을 바라보며 짖어라
- 제7야 꿈꾸는 독버섯
- 제8야 공주의 별 셋짜리 갑옷
- 제9야 하지만 대가가 비싸죠?
- 제10야 잘 자라, 착한 아이야
- 제11야 건드리지 않으면 추락하지 않는다
- 제12야 베개의 바다와 바벨탑
- 제13야 오너라, 신기의 숲이여

2권
- 제14야 수증기 살마물
- 제15야 하얀 악한
- 제16야 가두는 공주
- 제17야 몸도 공주 두뇌도 공주
- 제18야 친구 = 이불
- 제19야 깜짝! 마물들의 수련댜회
- 제20야 꽃의 생명은 짧아서
- 제21야 왜 벌꿀은 무에서 생겨나지 않는가
- 제22야 숙면의 수호인
- 제23야 오늘 밤, 만나러 갑니다
- 제24야 나다운 빨래
- 제25야 요람에서 무덤까지
- 제26야 마왕성 가위 플레이

3권
- 제27야 게으름뱅이 제조기
- 제28야 푹신푹신한 이불 택시
- 제29야 공주님 팬티는 좋은 팬티
- 제30야 창을 업데이트할 수 있습니다!
- 제31야 고양이와 뒤섞이는 것도 나쁘진 않네?
- 제32야 공주님은 나쁜 아이니까
- 제33야 파티 게임에 진심으로 매달리지 마라!
- 제34야 오동통 ♡ 프린세스
- 제35야 마왕성 주변에서 잘 자요
- 제36야 신의 한수 IN DREAM
- 제37야 완벽하게 행복한 인질
- 제38야 마왕님 SLEEP OR DIE
- 제39야 숨기다니 나빠

### 참고
1. ↑  마왕성에서 잘 자요 스토리 소개글 - WEB 주간 소년 선데이 (일본어)